# Zoe Washburne
Zoe Washburne (sobrenome de solteira, Alleyne) é uma personagem do seriado televisivo Firefly, intepretada por Gina Torres.

## Biografia do personagem
Nascida em 15 de fevereiro de 2484, "Vesselside" (isso é uma expressão em inglês que claramente significa nascida "a bordo de uma nave", dada suas afirmações no episódio "Heart of Gold"), Zoe serviu na Guerra da Unificação sob o comando do Sargento Malcolm Reynolds e continua sobre seu comando na espaçonave Serenity. Uma leal segundo em comando e uma lutadora forte e mortal, Zoe é o único membro da tripulação de Mal a regularmente chama-lo de "senhor" e receber ordens como se as recebesse de um oficial superior.
Zoe casou-se com Wash, o piloto da Serenity, algum tempo depois que ele se juntou a tripulação, embora tenha afirmando inicialmente que alguma coisa sobre ele a "perturbava"—possivelmente seu estranho bigode (visto em flashback no episódio "Out of Gas"). No comentário de DVD sobre o episódio "Shindig," a figurinista  Shawna Trpcic menciona que o colar de couro que Zoe sempre usa é um símbolo de sua união matrimonial. Entretanto, Zoe é vista usando o colar em sequências de flashbacks em "Out of Gas," bem antes dela ter se casado com Wash. No livro "Firefly: The Offcial Companion - Vol. 1", Torres especula que seu colar seja na verdade um cadarço que Zoe usou durante a Guerra da Unificação.
De acordo com o livro "Serenity: "The Official Visual Companion", Joss Whedon, o criador da série Firefly escreveu que o sobrenome de Zoe era Alleyne (pelo menos até a época da Guerra da Unificação), e que ela tomou o sobrenome Washburne depois de ter se casado com Hoban Washburne. Isso é confirmado em uma cena deletada de Serenity onde uma tela lista seu nome e patente militar como Cabo Zoe Alleyne. No documentário "Re-Lighting the Firefly", seu nome era Zoe Warren, aparentemente uma versão de seu nome que estava sendo considerada na época, mas que foi descartado durante a produção e lançamento do filme.
Durante e época da Batalha do Vale Serenity, Zoe havia ganho o posto de cabo. Junto com o Sargento Malcolm Reynolds, ela foi a única sobrevivente de seu pelotão na batalha.
Diferente de Mal, ela era uma militar de carreira, e é geralmente mais calma em situações perigosas do que Mal (possivelmente um contraste entre ser um voluntário e um oficial de carreira). Mal frequentemente pensa com seu "coração" enquanto Zoe pensa com sua cabeça. Mas independente disso, Zoe segue todas as ordens de Mal, embora frequentemente com um grau de conselho ou preocupação.
Sua arma predileta parece ser identica ao "Mare's Leg", um Rifle Winchester Modelo 1892 feito sobre encomenda e usada pelo personagem de Steve McQueen, Josh Randall no seriado de televisão "Wanted: Dead or Alive". A arma que ele usa de fato na série foi originalmente usada na série "The Adventures of Brisco County, Jr.".